# Coven (album)
Coven è il secondo album dell'omonima band statunitense pubblicato nel 1972 dalla MGM Records.

## Il disco
La copertina dell'album raffigura i componenti della band immortalati su sfondo bianco dietro ad un gatto nero seduto proprio al centro della fotografia, la particolarità è che i volti dei musicisti sono cancellati e sostituiti da uno spazio vuoto. La foto è stata scattata ed elaborata dal fotografo William R. Eastabrook.
Rispetto al primo disco del gruppo, Witchcraft Destroys Minds & Reaps Souls (1969), le tematiche legate all'occulto vengono parzialmente abbandonate per lasciare spazio ad argomenti più leggeri, anche la realizzazione dell'album (dalla grafica alla produzione musicale) evidenzia una minor volontà di impressionare il pubblico. Questa scelta fu legata al fatto che il precedente album fu ritirato dalla vendita a seguito delle polemiche sorte per le tematiche affrontate.
L'album contiene la canzone One Tin Soldier, brano originariamente pubblicato dalla band canadese The Original Caste nel 1969 e reinterpretato dai Coven nel 1971 per la colonna sonora del film Billy Jack del regista Tom Laughlin. La versione contenuta nell'album è diversa da quella pubblicata come singolo dall'etichetta Warner Bros. Records: nella prima incisione la cantante Jinx Dawson era accompagnata dall'orchestra che si occupò della colonna sonora del film ma volle comunque che la canzone fosse accreditata col nome del gruppo, nella seconda versione la band al completo partecipò alla registrazione del brano. La pubblicazione del brano nell'album fu al centro di una controversia per la proprietà dei diritti tra la Warner Bros. Records che aveva pubblicato il singolo, Tom Laughlin che deteneva una parte dei diritti in quanto produttore del film e la MGM Records.
Tra le tracce è presente anche un'altra cover, si tratta del brano Jailhouse Rock, successo di Elvis Presley del 1957.

## Tracce
1. Nightingale – 3:21
2. Shooting Star – 2:55
3. Natural Love – 3:59
4. What Can I Get Out of You – 3:45
5. Dark Day in Chitown – 3:50
6. Jailhouse Rock – 2:06 (testo: Leiber, Stoller)
7. Lonely Lover – 3:30
8. I Guess It's a Beautiful Day Today – 3:17
9. Washroom Wonder – 3:47
10. Nobody's Leavin' Here Tonight – 3:41
11. One Tin Soldier (The Legend of Billy Jack) – 3:23 (testo: Potter, Lambert)

Durata totale: 37:34

## Formazione
- Jinx Dawson - voce
- Oz Osborne - basso
- Steve Ross - batteria
- Chris Neilsen - chitarra